# Augusta Praetoria Salassorum

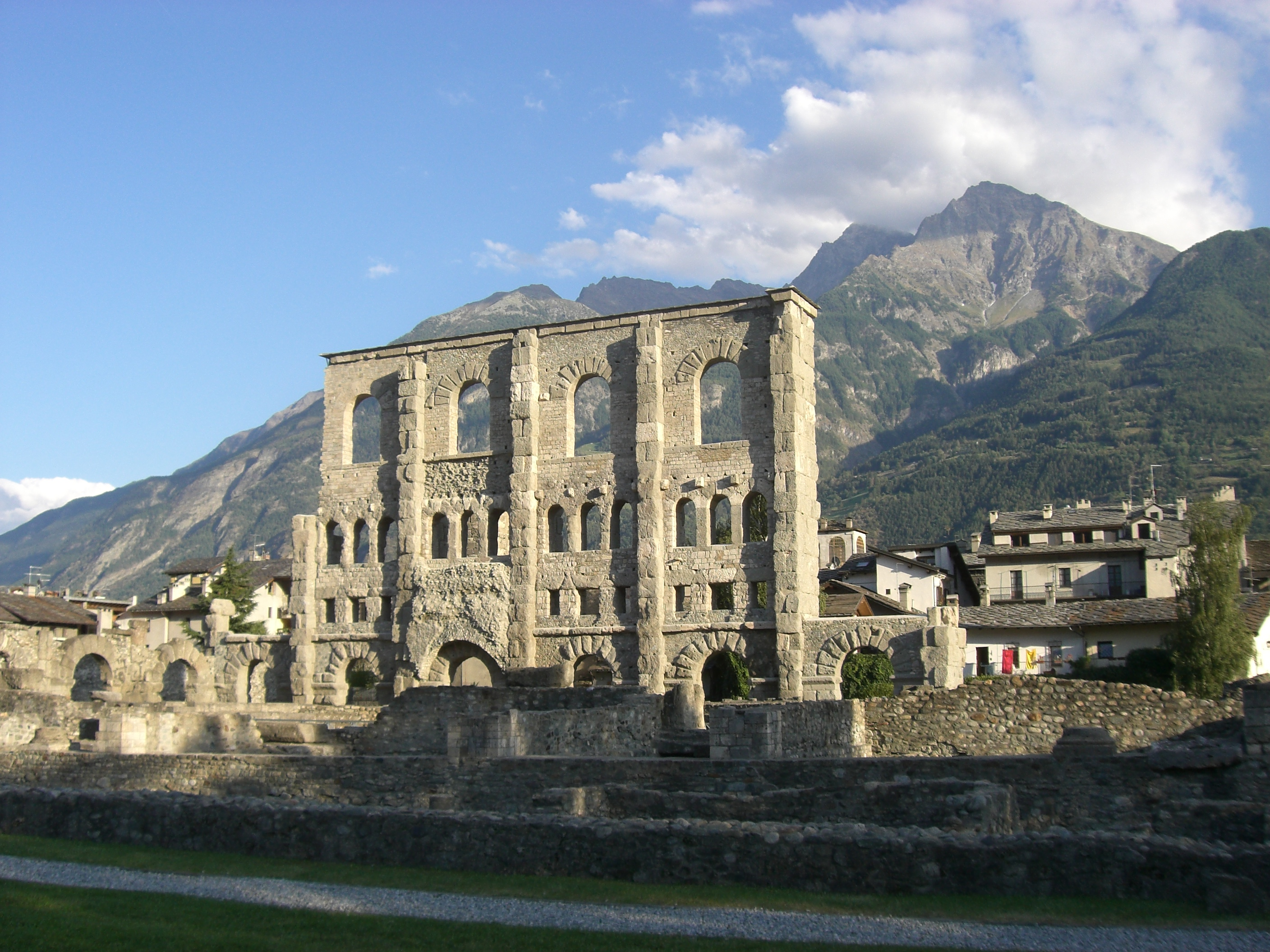
Teatro romano.

Augusta Praetoria Salassorum  fue una ciudad de la Galia Cisalpina en el territorio de los salasos, al pie de los Alpes, hoy Aosta.

## Historia
Fue una colonia romana fundada por Augusto después de que Aulo Terencio Varrón Murena sometiera a los salasos; se establecieron tres mil colonos veteranos de las legiones. Por su situación estratégica se convirtió en la capital regional del valle del río Duria maior (en la actualidad, valle de Aosta).
Se conserva el arco triunfal de Augusto, la Puerta Praetoria y el Puente de Piedra (en francés, Pont de pierre), así como restos de un teatro y de un anfiteatro.